# Mina alla Bussola dal vivo
| Оценки критиков | Оценки критиков |
| Источник        | Оценка          |
| --------------- | --------------- |
| OndaRock        | ★               |

Mina alla Bussola dal vivo — первый концертный альбом итальянской певицы Мины, выпущенный в 1968 году.
Запись была сделана 14 апреля 1968 года в ночном клубе «La Bussola» на Тоскане, на вечеринке в честь десятилетия карьеры Мины. Она стала первым итальянским исполнителем, выпустившим концертный альбом.

## Список композиций
| №  | Название                             | Автор(ы)                                                      | Длительность |
| -- | ------------------------------------ | ------------------------------------------------------------- | ------------ |
| 1. | «Chi dice non dà (Canto de Ossanha)» | Джорджо Калабрезе, Винисиус ди Морайс, Баден Пауэлл ди Акуину | 2:42         |
| 2. | «Regolarmente»                       | Даниэла Каза, Джанфранко Балдацци                             | 2:50         |
| 3. | «Cry»                                | Черчилл Колман                                                | 3:31         |
| 4. | «Un colpo al cuore»                  | Джанкарло Бигацци, Марио Капуано                              | 3:26         |
| 5. | «Se stasera sono qui»                | Могол, Луиджи Тенко                                           | 3:59         |

| №  | Название                                        | Автор(ы)                                             | Длительность |
| -- | ----------------------------------------------- | ---------------------------------------------------- | ------------ |
| 1. | «C’è più samba (Tem mais samba)»                | Бруно Лауци, Шику Буарки                             | 3:32         |
| 2. | «La voce del silenzio»                          | Могол, Паоло Лимити, Элио Изола                      | 3:28         |
| 3. | «Per ricominciare (Can’t Take My Eyes Off You)» | Эрманно Параццини, Боб Гаудио, Боб Крю               | 3:30         |
| 4. | «Allegria (Upa neguinho)»                       | Джанфранческо Гварньери, Джорджо Калабрезе, Эду Лобу | 2:11         |
| 5. | «Deborah»                                       | Вито Паллавичини, Паоло Конте                        | 3:39         |

## Чарты

### Годовые чарты
| Чарт (1972)              | Позиция |
| ------------------------ | ------- |
| Италия (Musica e dischi) | 3       |